# ورنن (آریزونا)
ورنن، آریزونا (به انگلیسی: Vernon, Arizona) یک مکان مختص سرشماری در ایالات متحده آمریکا است که در شهرستان آپاچی، آریزونا واقع شده‌است.

## خصوصیات
ورنن ۱٫۵ کیلومترمربع مساحت و ۱۲۲ نفر جمعیت دارد و ۲٬۱۰۷٫۱۱ متر بالاتر از سطح دریا واقع شده‌است.